# Regionalwahlen in Gambia 2013
Die Regionalwahlen 2013 (englisch 2013 Local Government Election) in dem westafrikanischen Staat Gambia fanden am 4. April 2013 statt.

## Wahl zu den Stadt-, Gemeinde- und Regionalräten
Die Regionalwahlen umfassten die Stadtratswahlen für das Banjul City Council, Gemeinderatswahlen für das Kanifing Municipal Council sowie die Wahlen zu den Regionalräten Basse Area Council, Brikama Area Council, Janjanbureh Area Council, Kerewan Area Council, Kuntaur Area Council und Mansakonko Area Council.

## Ergebnisse der Wahlen

### Banjul City Council
| Wahl zum Vorsteher des Banjul City Councils |        |                     |         |             |
|                                             | Partei | Kandidat            | Stimmen | Stimmanteil |
|                                             | APRC   | Samba Faal          | 3.811   | 39,16 %     |
|                                             | Unabh. | Abdoulie Bah        | 4.980   | 51,17 %     |
|                                             | Unabh. | Alhagie Jah         | 390     | 4,01 %      |
|                                             | Unabh. | Basiru Ndow         | 552     | 5,67 %      |
|                                             |        | abgegebene Stimmen: | 9.733   |             |

Bei den Wahlen in der Banjul Administrative Area wurde der Stadtrat von Banjul, dem Banjul City Council, neu gewählt. Gewählt wurde für dessen Vorsteher, dem Oberbürgermeister (englisch Lord Mayor of Banjul), der parteilose Kandidat Abdoulie Bah.
Stadtratsmitglieder:
- Banjul South
  - nicht belegt für den Wahlbezirk Jollof Town (ohne Gegenkandidaten)
  - nicht belegt für den Wahlbezirk Half Die (ohne Gegenkandidaten)
  - Mam Sai Njie Sanneh für den Wahlbezirk Portuguese Town (ohne Gegenkandidaten)
- Banjul North
  - nicht belegt für den Wahlbezirk Box Bar (ohne Gegenkandidaten)
  - Dawda Drammeh (APRC) für den Wahlbezirk Campama
  - nicht belegt für den Wahlbezirk Crab Island (ohne Gegenkandidaten)
- Banjul Central
  - nicht belegt für den Wahlbezirk New Town West (ohne Gegenkandidaten)
  - Hassan Cham (APRC) für den Wahlbezirk New Town East
  - nicht belegt für den Wahlbezirk Soldier Town (ohne Gegenkandidaten)

### Kanifing Municipal Council
| Wahl zum Vorsteher des Kanifing Municipal Councils |        |                     |         |             |
|                                                    | Partei | Kandidat            | Stimmen | Stimmanteil |
|                                                    | APRC   | Yankuba Colley      | 25.773  | 70,12 %     |
|                                                    | Unabh. | Sheikh O. Saho      | 10.982  | 29,88 %     |
|                                                    |        | abgegebene Stimmen: | 36.755  |             |

Bei den Wahlen in der Kanifing Administrative Area wurde der Gemeinderat von der Gemeinde Kanifing, dem Kanifing Municipal Council, neu gewählt. Wiedergewählt wurde, für dessen Vorsteher, dem Bürgermeister (englisch Mayor of Kanifing Municipal), der Kandidat der Alliance for Patriotic Reorientation and Construction (APRC) Yankuba Colley.
Gemeinderatsmitglieder:
- Bakau
  - nicht belegt für den Wahlbezirk Bakau Newtown/Fajara (ohne Gegenkandidaten)
  - nicht belegt für den Wahlbezirk Old Bakau/Cape Point (ohne Gegenkandidaten)
- Jeshwang
  - nicht belegt für den Wahlbezirk Kanifing (ohne Gegenkandidaten)
  - Kebba Ceesay (APRC) für den Wahlbezirk New Jeshwang/Ebo Town
  - Alhagie Drammeh für den Wahlbezirk Old Jeshwang (ohne Gegenkandidaten)
- Serekunda East
  - nicht belegt für den Wahlbezirk Abuko (ohne Gegenkandidaten)
  - Pa Ousman Fatty (APRC) für den Wahlbezirk Latrikunda Sabiji
  - Sanusi Touray (parteilos) für den Wahlbezirk Tallinding
  - nicht belegt für den Wahlbezirk Fajikunda (ohne Gegenkandidaten)
- Serekunda Central
  - nicht belegt für den Wahlbezirk Bundung Borehole/Bantaba (ohne Gegenkandidaten)
  - Sulayman Jammeh (APRC) für den Wahlbezirk Bundung Six Junction
  - Alieu M. Sallah (APRC) für den Wahlbezirk London Corner
- Serekunda West
  - nicht belegt für den Wahlbezirk Dippa Kunda (ohne Gegenkandidaten)
  - Jerreh Sanneh (APRC) für den Wahlbezirk Latrikunda Yiringanya
  - nicht belegt für den Wahlbezirk Manjai Kunda (ohne Gegenkandidaten)
  - nicht belegt für den Wahlbezirk Bakoteh (ohne Gegenkandidaten)
  - nicht belegt für den Wahlbezirk Kololi (ohne Gegenkandidaten)

### Brikama Area Council
Bei den Wahlen in der Brikama Administrative Area wurde der Regionalrat von der West Coast Region, dem Brikama Area Council, neu gewählt. Es nicht belegt, wer für dessen Vorsteher gewählt wurde.
Ratsmitglieder:
- Foni Jarrol
  - Momodou M. Bah (APRC) für den Wahlbezirk Sintet
  - Tumani B. Sambou (APRC) für den Wahlbezirk Wassadou
- Foni Bondali
  - nicht belegt für den Wahlbezirk Mayork (ohne Gegenkandidaten)
  - Kaddy Camara (APRC) für den Wahlbezirk Bantanjang (ohne Gegenkandidaten)
- Foni Kansala
  - nicht belegt für den Wahlbezirk Kanilai (ohne Gegenkandidaten)
  - Fatou Mam Nyassi Dukureh (APRC) für den Wahlbezirk Bwaim
- Foni Bintang
  - nicht belegt für den Wahlbezirk Kusamai (ohne Gegenkandidaten)
  - nicht belegt für den Wahlbezirk Sibanor (ohne Gegenkandidaten)
- Foni Brefet
  - nicht belegt für den Wahlbezirk Bulock (ohne Gegenkandidaten)
  - Sunkary Badjie (APRC) für den Wahlbezirk Somita (ohne Gegenkandidaten)
- Kombo South
  - nicht belegt für den Wahlbezirk Sanyang (ohne Gegenkandidaten)
  - nicht belegt für den Wahlbezirk Kartong (ohne Gegenkandidaten)
  - nicht belegt für den Wahlbezirk Gunjur (ohne Gegenkandidaten)
- Kombo East
  - nicht belegt für den Wahlbezirk Kafuta (ohne Gegenkandidaten)
  - nicht belegt für den Wahlbezirk Pirang (ohne Gegenkandidaten)
  - nicht belegt für den Wahlbezirk Giboro (ohne Gegenkandidaten)
- Kombo North
  - Ebrima Jankey Cham (parteilos) für den Wahlbezirk Sukuta
  - Mariama Bah-Saine (APRC) für den Wahlbezirk Banjulunding
  - Ebrima D. F. Jarju (APRC) für den Wahlbezirk Lamin
  - nicht belegt für den Wahlbezirk Busumbala (ohne Gegenkandidaten)
- Kombo Central
  - Momodou Ceesay (APRC) für den Wahlbezirk Kembujeh
  - Pa Amadou Manneh (APRC) für den Wahlbezirk Nyambai
  - nicht belegt für den Wahlbezirk Marakissa (ohne Gegenkandidaten)
  - Yahya Bojang (APRC) für den Wahlbezirk Suba

### Kerewan Area Council
Bei den Wahlen in der Kerewan Administrative Area wurde der Regionalrat von der North Bank Region, dem Kerewan Area Council, neu gewählt. Es nicht belegt, wer für dessen Vorsteher gewählt wurde.
Ratsmitglieder:
- Lower Niumi
  - nicht belegt für den Wahlbezirk Essau (ohne Gegenkandidaten)
  - nicht belegt für den Wahlbezirk Medina Serign Mass (ohne Gegenkandidaten)
- Upper Niumi
  - Amie Jobe (parteilos) für den Wahlbezirk Prince
  - nicht belegt für den Wahlbezirk Pakau (ohne Gegenkandidaten)
- Jokadu
  - nicht belegt für den Wahlbezirk Kerr Jarga (ohne Gegenkandidaten)
  - Alhagie Jobe (APRC) für den Wahlbezirk Darsilami
- Lower Baddibu
  - Alh. Lamin Ceesay (APRC) für den Wahlbezirk Kerewan
  - Mao Jaiteh (UDP) für den Wahlbezirk Saaba
- Central Baddibu
  - Muhammed Njie (UDP) für den Wahlbezirk Salikene
  - nicht belegt für den Wahlbezirk Njaba Kunda (ohne Gegenkandidaten)
- Illiasa
  - nicht belegt für den Wahlbezirk Noo Kunda (ohne Gegenkandidaten)
  - Tamba Marong[2] für den Wahlbezirk Katchang (ohne Gegenkandidaten)
  - nicht belegt für den Wahlbezirk Kubandarr (ohne Gegenkandidaten)
  - Momodou Lamin Jagne (APRC) für den Wahlbezirk Farafenni
- Sabach Sanjal
  - nicht belegt für den Wahlbezirk Sabach (ohne Gegenkandidaten)
  - nicht belegt für den Wahlbezirk Sanjal (ohne Gegenkandidaten)

### Mansakonko Area Council
Bei den Wahlen in der Mansakonko Administrative Area wurde der Regionalrat von der Lower River Region, dem Mansakonko Area Council, neu gewählt. Es nicht belegt, wer für dessen Vorsteher gewählt wurde.
Ratsmitglieder:
- Kiang West
  - nicht belegt für den Wahlbezirk Kiang Jualar (ohne Gegenkandidaten)
  - nicht belegt für den Wahlbezirk Kiang Banta (ohne Gegenkandidaten)
- Kiang Central
  - nicht belegt für den Wahlbezirk Kwinella (ohne Gegenkandidaten)
  - nicht belegt für den Wahlbezirk Jiroff (ohne Gegenkandidaten)
- Kiang East
  - nicht belegt für den Wahlbezirk Kaiaf (ohne Gegenkandidaten)
  - nicht belegt für den Wahlbezirk Massembeh (ohne Gegenkandidaten)
- Jarra West
  - nicht belegt für den Wahlbezirk Jaduma (ohne Gegenkandidaten)
  - nicht belegt für den Wahlbezirk Jikoko (ohne Gegenkandidaten)
- Jarra Central
  - nicht belegt für den Wahlbezirk Jalembereh (ohne Gegenkandidaten)
  - Wandifa Sarr (APRC) für den Wahlbezirk Buiba
- Jarra East
  - Kebba Fatty (APRC) für den Wahlbezirk Bureng
  - nicht belegt für den Wahlbezirk Pakaliba (ohne Gegenkandidaten)

### Janjanbureh Area Council
Bei den Wahlen in der Janjanbureh Administrative Area wurde der Regionalrat von der Central River Region, dem Janjanbureh Area Council, neu gewählt. Es nicht belegt, wer für dessen Vorsteher gewählt wurde.
Ratsmitglieder:
- Janjanbureh
  - Ebrima Janko Foon (APRC) für den Wahlbezirk Maccarthy
- Upper Fulladu West
  - Dawda K. Ceesay (parteilos) für den Wahlbezirk Sare Soffie
  - nicht belegt für den Wahlbezirk Bansang (ohne Gegenkandidaten)
  - nicht belegt für den Wahlbezirk Daru (ohne Gegenkandidaten)
  - Dawda Kawsu Jawara (UDP) für den Wahlbezirk Galleh (ohne Gegenkandidaten)
- Lower Fulladu West
  - Omar Jallow (APRC) für den Wahlbezirk Fulabantang
  - Samba Wadda (APRC) für den Wahlbezirk Kerewan
  - Alh. Ketuta Ceesay (APRC) für den Wahlbezirk Brikamaba
- Niamina Dankunku
  - Abdoulie Bah (APRC) für den Wahlbezirk Dankunku
- Niamina West
  - nicht belegt für den Wahlbezirk Catamina (ohne Gegenkandidaten)
- Niamina East
  - nicht belegt für den Wahlbezirk Jareng (ohne Gegenkandidaten)
  - Yankuba J. Marena (APRC) für den Wahlbezirk Kudang

### Kuntaur Area Council
Bei den Wahlen in der Kuntaur Administrative Area wurde der Regionalrat von der Central River Region, dem Kuntaur Area Council, neu gewählt. Es nicht belegt, wer für dessen Vorsteher gewählt wurde.
Ratsmitglieder:
- Lower Saloum
  - nicht belegt für den Wahlbezirk Kaur (ohne Gegenkandidaten)
  - nicht belegt für den Wahlbezirk Ballanghar (ohne Gegenkandidaten)
- Upper Saloum
  - nicht belegt für den Wahlbezirk Panchang (ohne Gegenkandidaten)
  - Amie Channeh Ceesay (APRC) für den Wahlbezirk Njau
- Niani
  - Alagie Kebba Sabally (APRC) für den Wahlbezirk Kuntaur
  - Alhagie Sarge (APRC) für den Wahlbezirk Nyanga
- Nianja
  - Alh. Adama Gulo Cham (APRC) für den Wahlbezirk Chamen
- Sami
  - Janko Ceesay (APRC) für den Wahlbezirk Pachonki
  - Ousman Komma (parteilos) für den Wahlbezirk Banni
  - Dawda Suwareh (parteilos) für den Wahlbezirk Karantaba

### Basse Area Council
Bei den Wahlen in der Basse Administrative Area wurde der Regionalrat von der Upper River Region, dem Basse Area Council, neu gewählt. Omar Sompo Ceesay (APRC) wurde Vorsteher des Basse Area Council.
Ratsmitglieder:
- Jimara
  - Basiru Krubally (APRC) für den Wahlbezirk Julangel
  - nicht belegt für den Wahlbezirk Gambisara (ohne Gegenkandidaten)
- Basse
  - Omar Sompo Ceesay (APRC) für den Wahlbezirk Basse
  - nicht belegt für den Wahlbezirk Sabi (ohne Gegenkandidaten)
- Tumana
  - Yaya Ceesay (parteilos) für den Wahlbezirk Dampha Kunda
  - Dembo Sissoho (parteilos) für den Wahlbezirk Kulari
- Kantora
  - nicht belegt für den Wahlbezirk Garawol (ohne Gegenkandidaten)
  - nicht belegt für den Wahlbezirk Koina (ohne Gegenkandidaten)
- Wulli West
  - Mbenkeh Ebrima Barrow (parteilos) für den Wahlbezirk Sare Ngai
  - Saibeh Juwara (parteilos) für den Wahlbezirk Sutukonding
- Wulli East
  - nicht belegt für den Wahlbezirk Foday Kunda (ohne Gegenkandidaten)
  - nicht belegt für den Wahlbezirk Baja Kunada (ohne Gegenkandidaten)
- Sandu
  - nicht belegt für den Wahlbezirk Misera (ohne Gegenkandidaten)
  - nicht belegt für den Wahlbezirk Diabugu (ohne Gegenkandidaten)

## Nachwahlen

### Kerewan Area Council/Katchang 2015
Für den 22. Januar 2015 wurde im Wahlbezirk Katchang (Wahlkreis Illiasa) eine Nachwahl angesetzt, Tamba Marong war zuvor Inhaber des Sitzes und verstarb Ende 2014. Es ist nicht belegt, wer den Sitz im Kerewan Area Council eingenommen hat.

### Basse Area Council/Basse 2015
Für den 23. April 2015 wurde im Wahlbezirk Basse (Wahlkreis Basse) eine Nachwahl angesetzt, Omar Sompo Ceesay war zuvor Inhaber des Sitzes und wurde im November 2013 zum Governor der Upper River Region ernannt. Es ist nicht belegt, wer den Sitz im Basse Area Council eingenommen hat.

### Basse Area Council/Sare Ngai 2016
Für den 28. April 2016 wurde im Wahlbezirk Sare Ngai (Wahlkreis Wulli West) eine Nachwahl angesetzt, Mbenkeh Ebrima Barrow (parteilos) war zuvor Inhaber des Sitzes und verstarb. Karamo Touray (APRC) hat den Sitz gewonnen.

### Sechs Nachwahlen 2017
Für den 24. Mai 2017 wurden gleich sechs Nachwahlen angesetzt. Die Wahlen wurden notwendig, weil die Ratsmitglieder bei den Parlamentswahlen 2017 am 6. April 2017 erfolgreich einen Sitz in der Nationalversammlung gewonnen hatten.

#### Municipal Council/Old Jeshwang
Alhagie Drammeh (UDP) gewann ein Sitz in der Nationalversammlung für den Wahlkreis Jeshwang, somit wurde für den Wahlbezirk Old Jeshwang eine Neuwahl ausgerufen. Junkung S. M. Dukureh (UDP) gewann vor seinen Gegenkandidaten Alh. Alpha M. S. Jallow (GDC).

#### Municipal Council/Tallinding
Für Sanusi Touray (parteilos) im Wahlbezirk Tallinding (Wahlkreis Serekunda East) wurde eine neue Wahl ausgerufen. Musa Badjie gewann vor Rohey Dem (GDC) und Baboucarr Mansally den Wahlbezirk.

#### Brikama Area Council/Bantanjang
Kaddy Camara (APRC) gewann ein Sitz in der Nationalversammlung für den Wahlkreis Foni Bondali, somit wurde für den Wahlbezirk Bantanjang eine Neuwahl ausgerufen.

#### Brikama Area Council/Somita
Sunkary Badjie (APRC) gewann ein Sitz in der Nationalversammlung für den Wahlkreis Foni Brefet, somit wurde für den Wahlbezirk Somita eine Neuwahl ausgerufen.

#### Brikama Area Council/Sukuta
Für Ebrima Jankey Cham (parteilos) im Wahlbezirk Sukuta (Wahlkreis Kombo North) wurde eine neue Wahl ausgerufen.

#### Jangjanbureh Area Council/Galleh
Dawda Kawsu Jawara (UDP) gewann ein Sitz in der Nationalversammlung für den Wahlkreis Upper Fulladu West, somit wurde für den Wahlbezirk Galleh eine Neuwahl ausgerufen. Samba K. Mballow (UDP) gewann vor seinen Gegenkandidaten Abdoulie Jallow (PDOIS).